# Element neutru față de adunare
În matematică elementul neutru față de adunare, elementul neutru aditiv, elementul zero sau elementul nul al unei mulțimi prevăzute cu operația de adunare este un element care adunat la oricare element x din mulțime dă rezultatul x. Unul dintre cele mai familiare elemente neutre față de adunare este numărul 0 din matematica elementară, dar elemente neutre față de adunare apar în diverse structuri algebrice în care operația de adunare este definită, cum sunt grupurile și inelele.

## Exemple elementare
- Elementul neutru față de adunare familiar din matematica elementară este zero, notat cu 0. De exemplu,

{\displaystyle 5+0=5=0+5.}
- Pentru numerele naturale N (dacă este inclus 0), întregi Z, raționale Q , reale R și complexe C, elementul neutru față de adunare este 0. Adică pentru un număr n aparținând oricăreia dintre aceste mulțimi,

{\displaystyle n+0=n=0+n.} Pentru numere complexe elementul neutru la adunare se scrie sub formă de pereche ordonată (0,0).

## Definiție formală
Fie N un grup închis față de operația de adunare, notată +. Elementul neutru al N, notat e, este un element din N cu care pentru orice element n din N există relația
{\displaystyle e+n=n=n+e.}

## Alte exemple
- Într-un grup elementul neutru față de adunare elementul neutru al grupului, adesea notat cu 0, și este unic.
- Un inel sau un corp este un grup sub operația de adunare, prin urmare acestea au un element neutru față de adunare, unic, 0. Aceasta este definit ca fiind diferit de elementul neutru față de înmulțire, 1 dacă inelul (sau corpul) are mai mult de un element. Dacă elementul neutru față de adunare este identic cu elementul neutru față de înmulțire, atunci inelul este trivial.
- În inelul Mm × n(R) al matricilor m × n peste inelul R, elementul neutru față de adunare este matricea nulă,[5] notată O sau 0 și este matricea m × n ale cărei elemente sunt toate 0 în R. De exemplu, în matricele 2 × 2 peste numerele întregi M2(Z) elementul neutru față de adunare este

{\displaystyle 0={\begin{bmatrix}0&0\\0&0\end{bmatrix}}}
- La cuaternioni, elementul neutru față de adunare este 0.
- În inelul funcțiilor din R pe R, funcția care adaugă la fiecare număr 0 este elementul neutru față de adunare.
- În grupul aditiv de vectori din Rn, originea sau vectorul zero este elementul neutru față de adunare.

## Proprietăți

### Elementul neutru față de adunare este unic în grup
Fie (G, +) un grup și fie ambele 0 și 0' din G elemente neutre față de adunare, astfel că pentru orice g din G,
0 + g = g = g + 0   și   0' + g = g = g + 0'.
Din acestea rezultă
0' = 0' + 0 = 0' + 0 = 0.

### Elementul neutru față de adunare anulează la înmulțire elementele inelului
Într-o structură cu o operație de înmulțire care este distributivă față de adunare, Elementul neutru față de adunare este un element absorbant la înmulțire, ceea ce înseamnă că pentru orice e din S, s · 0 = 0. Aceasta deoarece:
{\displaystyle {\begin{aligned}s\cdot 0&=s\cdot (0+0)=s\cdot 0+s\cdot 0\\\Rightarrow s\cdot 0&=s\cdot 0-s\cdot 0\\\Rightarrow s\cdot 0&=0.\end{aligned}}}

### Elementul neutru față de adunare și cel neutru față de înmulțire sunt diferite într-un inel netrivial
Fie R in inel și să presupunem că elementul neutru față de adunare 0 și cel neutru față de înmulțire 1 sunt egale, adică 0 = 1. Fie r un element oarecare din R. Atunci
r = r × 1 = r × 0 = 0
demonstrează că R este trivial, adică R = {0}. Ca R să fie netrivial este necesar ca 0 să nu fie egal cu 1.